# Hanae Shibata
Hanae Shibata (柴田 華絵 Shibata Hanae?,  nacido el 27 de julio de 1992 en Fukuoka) es una futbolista japonesa que jugaba como centrocampista.
En 2015, Shibata jugó 1 veces para la selección femenina de fútbol de Japón.

## Trayectoria

### Clubes
| Club       | País  | Año    |
| ---------- | ----- | ------ |
| Urawa Reds | Japón | 2011 - |

### Selección nacional
| Selección | País  | Año  |
| --------- | ----- | ---- |
| Absoluta  | Japón | 2015 |

## Estadística de equipo nacional
| Selección femenina de fútbol de Japón | Selección femenina de fútbol de Japón | Selección femenina de fútbol de Japón |
| Año                                   | Partidos                              | Goles                                 |
| ------------------------------------- | ------------------------------------- | ------------------------------------- |
| 2015                                  | 1                                     | 0                                     |
| Total                                 | 1                                     | 0                                     |